# Wiefelstede
Wiefelstede est une commune allemande située en Basse-Saxe dans l'arrondissement d'Ammerland.

## Quartiers
| - Bokel - Borbeck - Conneforde - Dingsfelde - Dringenburg - Gristede - Heidkamp - Herrenhausen - Hollen - Hullenhausen - Lehe | - Mansholt - Metjendorf - Mollberg - Neuenkruge - Nuttel - Ofenerfeld - Spohle - Wehnerfeld - Wemkendorf - Westerholtsfelde - Wiefelstede |

## Jumelages
La commune de Wiefelstede est jumelée avec :
- Chocz (Pologne) depuis le 7 septembre 2003

## Sources et références
1. ↑  Partnergemeinde